# 斯威夫特航空5960號班機空難
斯威夫特航空5960號班機（以歐洲航空運輸萊比錫分公司18D號班機為名運營），為一架DHL的貨機於2024年11月25日，在立陶宛首都維爾紐斯降落時墜毀，造成1人死亡。該航班為一架計劃由德國萊比錫飛往立陶宛首都維爾紐斯的貨運航班，機上共有4名機組人員。

## 背景

### 涉事飛機
涉事飛機為一架機齡31年，注冊號為EC-MFE，序列號為24445的波音737-400貨機。DHL立陶宛分公司表示，飛機上沒有運輸任何可疑的物品。

### 機組人員
| 國籍   | 機組人員 | 生還 | 死亡 |
| ------ | -------- | ---- | ---- |
| 西班牙 | 2        | 1    | 1    |
| 德国   | 1        | 1    | 0    |
| 立陶宛 | 1        | 1    | 0    |

## 事發經過
2024年11月25日，此航班從德國的萊比錫飛往立陶宛首都維爾紐斯。凌晨5:30分，航班在降落時在維爾紐斯機場跑道前約一公里處觸及地面，在一棟民宅的庭院裡墜毀並起火。機上共有4人，其中3人受傷生還，一人遇難。當地消防部門稱，在早上7:33分控制住了現場的火勢。
房屋内的所有12名居民都已安全疏散。附近的多条道路被关闭，相关部门敦促人们不要前往该地区。此外，几座建筑和一辆汽车也被飞机撞击。

## 調查
德國聯邦飛機事故調查局在事發後派遣了專家將前往立陶宛調查此事故，並表示暫時無法進行評論。
立陶宛国防部代部长劳里纳斯·卡斯丘纳斯表示，在初步阶段没有发现任何表明是蓄意破坏的迹象。立陶宛特种服务部门通报称，没有发现任何恶意行为的迹象。
德国外交部长安娜萊娜·貝爾伯克强调，德国和立陶宛当局目前正在审查所有可能性。
此次事故由立陶宛司法部交通事故与事件调查部门进行调查，西班牙、德国和美国的调查员也提供了协助。西班牙的安全调查机构派遣了两名调查员，德國聯邦數位及交通部派遣了四名专家，来自德国联邦飞机事故调查局，前往立陶宛协助调查。美国国家运输安全委员会（NTSB）领导了由NTSB、波音公司和美国联邦航空管理局组成的调查团队前往立陶宛协助调查。立陶宛司法部还通知了国际民航组织、欧洲航空安全局、欧洲委员会和美国联邦航空管理局关于此事件的情况。